# Achmeta (plaats)
Achmeta (Georgisch: ახმეტა) is een stad in het oosten van Georgië met 5.795 inwoners (2024). Het is het bestuurlijk centrum van de gelijknamige gemeente in de regio Kacheti. Achmeta is gesitueerd aan de noordwestkant van de Alazani-vallei aan de voet van het Gomborigebergte op een hoogte van ongeveer 567 meter boven zeeniveau. Het ligt hemelsbreed ruim 50 kilometer noordoostelijk van hoofdstad Tbilisi en net ten zuiden van de Pankisivallei. 

## Geschiedenis
De locatie van Achmeta is al sinds de oudheid bewoond. Bij opgravingen aan de noordkant van Achmeta in de jaren 1960, rond de oevers van de rivier Ilto werden archeologische vondsten gedaan van huizen, graven en spullen uit de (vroege) bronstijd tot middeleeuwen.
De basis voor het hedendaagse Achmeta werd gelegd rond de 17e eeuw, toen op deze plek drie dorpen dicht bij elkaar groeiden. Dit waren Oeto, Dzjaloeri en Satiano, die nu nog de verschillende delen van de stad representeren, waarvan Oeto de oudste is. Uit dit dorp kwam Bidzina Tsjolokasjvili, leider van de Bachtrioni-opstand in 1659 tegen de Perzische Safawieden. Bij deze opstand werd het Bachtrioni-fort vernietigd, wat een paar kilometer buiten het huidige Achmeta lag aan de samenvloeiing van de Ilto en Alazani.
In 1946 werd Achmeta het bestuurlijk centrum van het nieuw opgerichte district (raioni) met dezelfde naam, dat afgesplitst was van Telavi. In 1959 werd Achmeta een zogeheten 'nederzetting met stedelijk karakter' (დაბა, daba), en in 1966 werden stadsrechten toegekend. Tijdens de Sovjetperiode kwamen er fabrieken voor hydrolyse, houtverwerking, wijn, conserven, kaas, boter en gist.

## Demografie

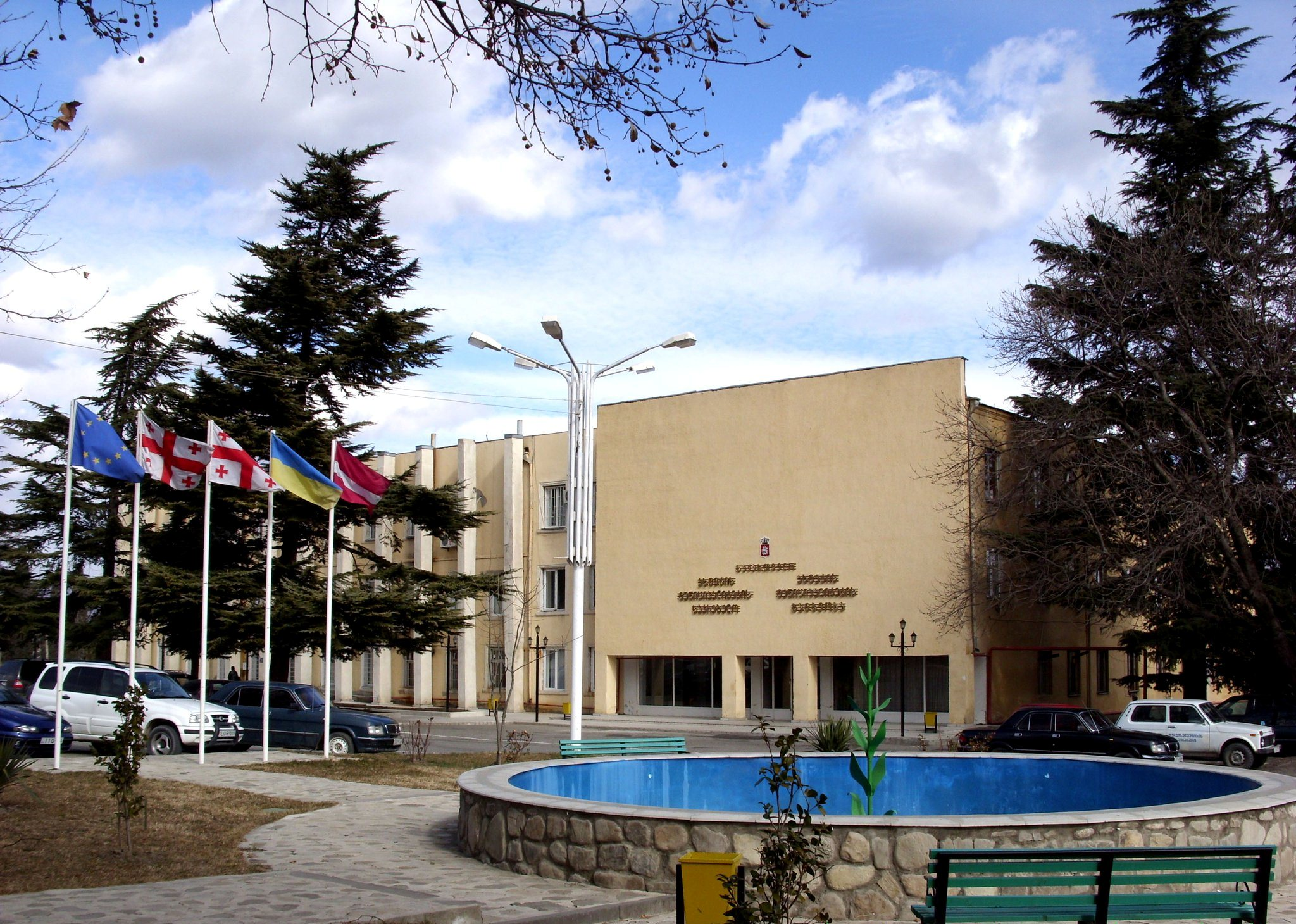
Gemeentehuis Achmeta

Begin 2024 had Achmeta 5.795 inwoners, een verlies van ruim 18% sinds de volkstelling van 2014. De bevolking van Achmeta bestond volgens de volkstelling van 2014 voor bijna 97% uit Georgiërs. De grootste groepen etnische minderheden zijn Osseten (1,7%) en een vijftigtal Kisten (Georgische Tsjetsjenen). Achmeta was gedurende de Sovjetjaren met meer dan 90% een dominant etnisch Georgische stad. Het aantal Osseten nam tijdens de Sovjetjaren toe en bereikte in de jaren 50-70 van de 20e eeuw een hoogtepunt met een aandeel rond de 3,5%, de tweede bevolkingsgroep.
| Aantal                                                           | - | 2.114 | - | 6.836 | 8.205 | 9.018 | 8.970 | 8.571 | 7.105 | 6.401 | 5.795 |
| Verantwoording data: Bevolkingsstatistiek Georgië 1897 tot heden |   |       |   |       |       |       |       |       |       |       |       |

## Bezienswaardigheden

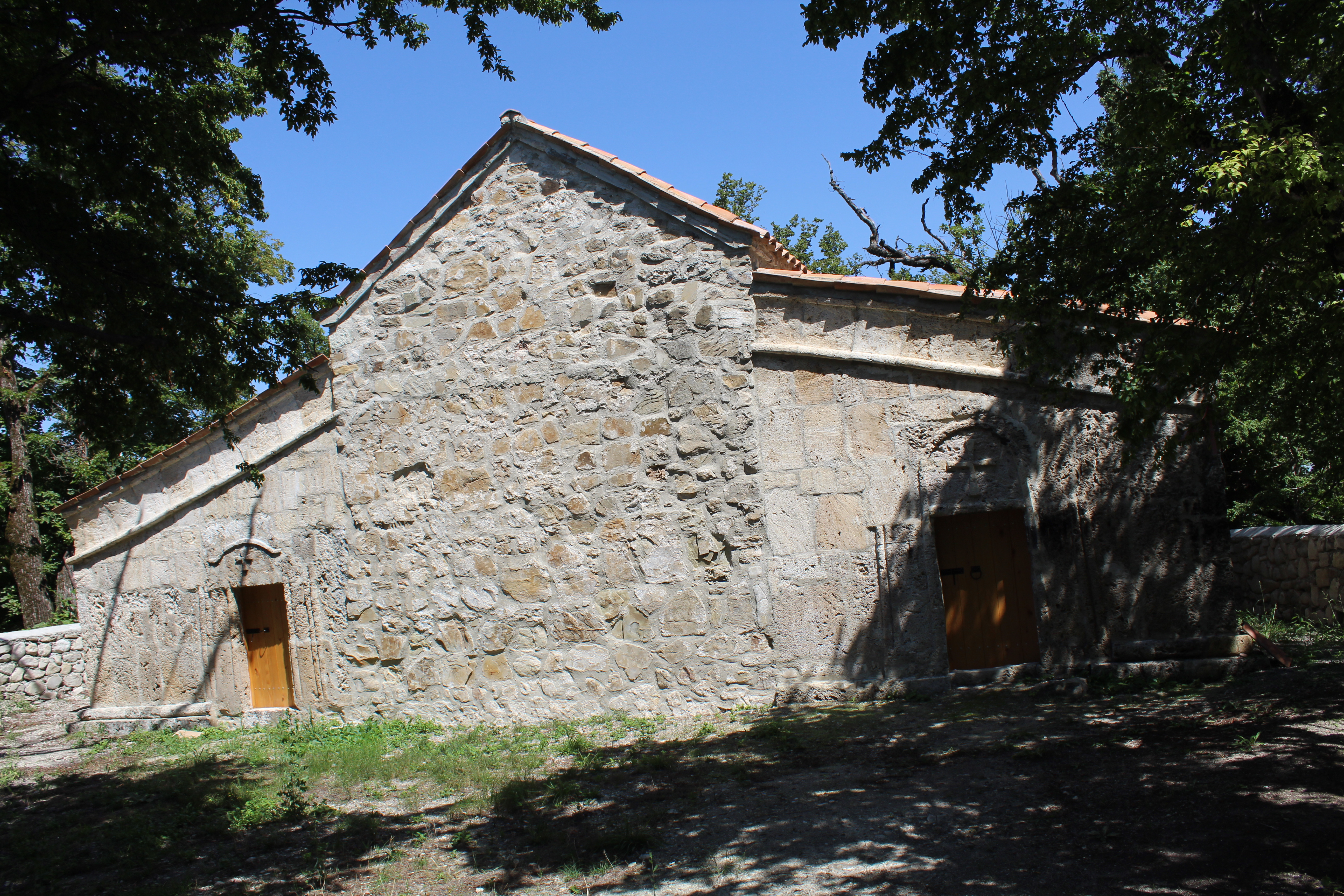
Lomisi St Joriskerk

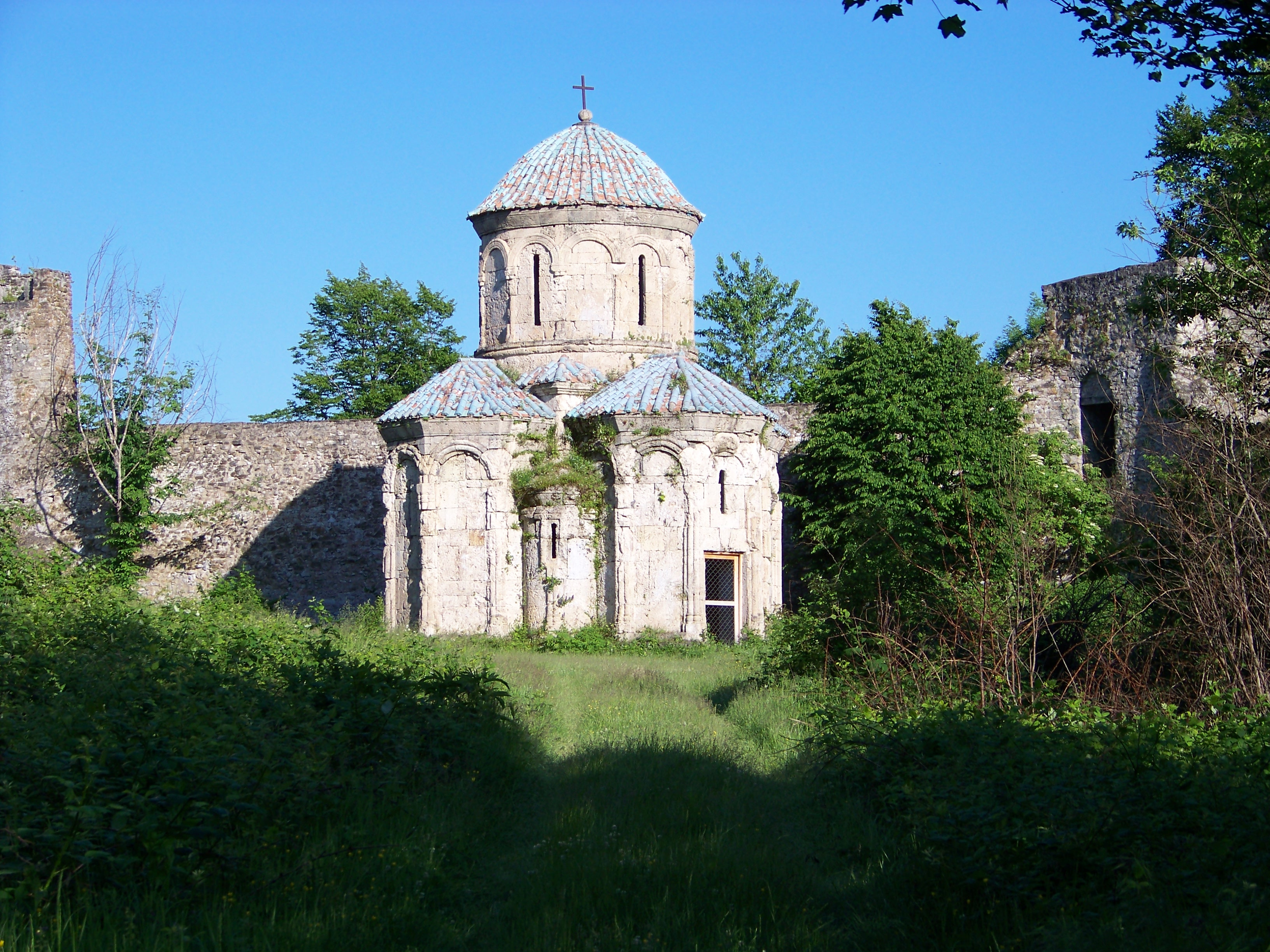
Kvetera

Achmeta zelf is een weinig bezienswaardige plaats. Er zijn enkele cultuurhistorische monumenten in de directe nabijheid te vinden.
- Godskerk van Achmeta (6e eeuw). Verwaarloosde en deels ingestorte kerk in het buitengebied aan de oostkant van Achmeta.[10] Nationaal cultureel erfgoed.
- Lomisi St Joriskerk, een kilometer ten zuiden van Achmeta. Drie aan elkaar gebouwde kerken uit verschillende periodes. Het hogere middengebouw, met een afmeting van 7,5x5 meter, stamt uit de 10e-11e eeuw terwijl de twee zijflanken in de 14e-15e eeuw gebouwd zijn.[11]
- Erelaant Sakdari (5e-6e eeuw). Kruiskoepelkerk met achthoekige koepel.[12] Tussen Achmeta en Matani, aan de overzijde van rivier Ilto.
- Kvetera kasteel en kerk (10e eeuw). Gelegen 11 kilometer west van Achmeta, op een heuvel aan de weg naar Tianeti. Kvetera was een gefortificeerde nederzetting, waar nu alleen de burcht en de kerk van over is. Kvetera staat op de voorlopige lijst van het UNESCO werelderfgoed.[13]

## Vervoer
Achmeta ligt op de kruising van verschillende belangrijke nationaal-regionale wegen. De twee belangrijkste wegen langs de noord- en zuidkant van de Alazani-vallei komen hier samen: de nationale route Sh43 (Tianeti - Kvareli - Lagodechi) en de Sh42 (Achmeta - Telavi - Goerdzjaani - Bakoertsiche S5). Deze twee wegen zijn de levensaders van de rijke wijnregio rond de Alazani. De Sh183 is via Matani de ontsluitingsroute voor de dorpen in de Pankisivallei, waar de weg doodloopt.

## Stedenbanden
Achmeta onderhoudt stedenbanden met:
- Bilhorod-Dnistrovsky, Oekraïne (2009)
- Panevėžys, Litouwen (2011)
- Klaipėda, Litouwen
- Ialoveni, Moldavië (2013)
- Centrum, Israël (2022)

## Sport
In 2006 werd de lokale judo sportschool vernoemd naar judoka Zoerab Zviadaoeri, de eerste olympisch kampioen (2004) namens het onafhankelijke Georgië en afkomstig uit Achmeta. Achmeta bracht in deze periode meerdere olympisch judoka's voort.

## Geboren in Achmeta
- Anzor Kibrotsasjvili (1939-2008), judoka. Werd tweemaal Europees kampioen (1962, 1965). Won zilver tijdens WK judo 1965, EK judo 1967 en 1969
- David Margosjvili (1980), judoka. Werd vijfde tijdens Zomerspelen van 2004 in het halflichtgewicht (tot 66 kg).
- Zoerab Zviadaoeri (1981), judoka. Won voor Georgië gouden medaille tijdens Zomerspelen van 2004 in de klasse tot 90 kilogram.
- Ilias Iliadis (1986), judoka. Kwam uit voor Griekenland. Werd als jongste ooit olympisch kampioen in het judo tijdens de Zomerspelen van 2004. Neef van judoka Zoerab Zviadaoeri.
- Lasja Goelelaoeri (1993), hink-stap-sprong atleet. Nam deel aan Olympische Zomerspelen 2016.